# Stacja Ornitologiczna Muzeum i Instytutu Zoologii PAN w Gdańsku
Stacja Ornitologiczna Muzeum i Instytutu Zoologii PAN w Gdańsku – placówka naukowa zajmującą się badaniami biologii ptaków. Pełni również funkcję jedynej w Polsce krajowej centrali obrączkowania ptaków.

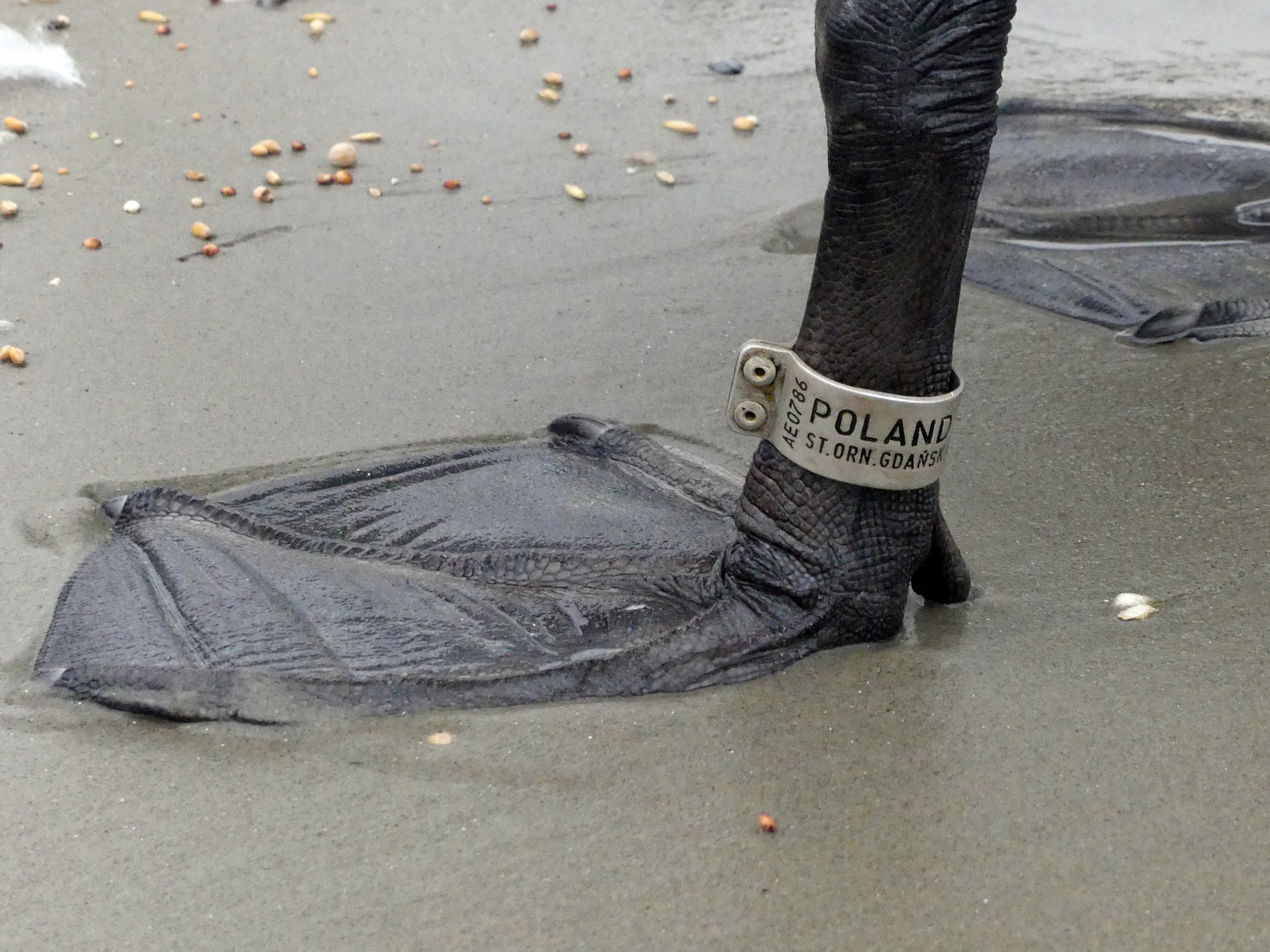
Obrączka ornitologiczna Stacji Ornitologicznej w Gdańsku

## Historia
Powstała w 1931 roku w Warszawie, jako Stacja Badania Wędrówek Ptaków przy Państwowym Muzeum Zoologicznym (obecnie Muzeum i Instytut Zoologii Polskiej Akademii Nauk). W 1945 placówka wznowiła działalność jako Stacja Ornitologiczna. W 1957 roku została przeniesiona - już jako Stacja Ornitologiczna Instytutu Zoologii Polskiej Akademii Nauk - do Górek Wschodnich, obecnie Gdańsk - Wyspa Sobieszewska; proces przenosin trwał przez znaczną część l. 50. i zakończył się w 1959. Rozbudowana w połowie lat 80., od 1990 roku Stacja weszła w skład Instytutu Ekologii Polskiej Akademii Nauk. Z dniem 1 stycznia 2002 roku decyzją władz Polskiej Akademii Nauk uzyskała samodzielność jako Zakład Ornitologii PAN, a od 1 października 2007 roku ponownie jest częścią Muzeum i Instytutu Zoologii PAN w Warszawie.
Początkowo Stacja zajmowała się głównie organizacją obrączkowania ptaków w Polsce. Tej funkcji z biegiem czasu zaczęły towarzyszyć zadania badawcze. Obecnie, obok administrowania systemem znakowania dzikich ptaków w Polsce, Stacja prowadzi szereg samodzielnych programów badawczych, obejmujących szerokie spektrum zagadnień biologii i ekologii ptaków.